# Corythalia banksi
Corythalia banksi là một loài nhện trong họ Salticidae.
Loài này thuộc chi Corythalia. Corythalia banksi được Carl Friedrich Roewer miêu tả năm 1951.